# Travisia japonica
Travisia japonica är en ringmaskart som beskrevs av Yoshihisa Fujiwara 1933. Travisia japonica ingår i släktet Travisia och familjen Opheliidae. Inga underarter finns listade i Catalogue of Life.